# خيخون
خيخون (بالإسبانية: Gijón) هي مدينة تقع في منطقة أشتورية شمال غرب إسبانيا، تطل على بحر قنطبرية.

## الديموغرافيا
بلغ عدد سكان مدينة خيخون 268.313 نسمة عام 2023 (وفقاً للمعهد الوطني للإحصاء الإسباني).
| 264.381 | 267.980 | 270.211 | 273.931 | 274.037 | 277.554 | 277.559 | 268.313 |

## توأمة
لخيخون اتفاقيات توأمة مع كل من:
- ألباكركي
- تندوف
- هافانا
- نيور
- نوفوروسيسك
- بويرتو فالارتا
- السمارة
- سانتا تكلا، السلفادور

## أعلام
- ألبرتو إنتريريوس
- باتشين دي ميلاس
- بيبي أورتيز
- أنخيليس كاسو
- خوسيه مانويل غارسيا
- خوسيه أنجيل فالديز
- خافيير مانخارين
- كيني
- بينيتو فلورو
- أوريليو سواريز